# Torneo de Marbella 2021
El Torneo de Marbella|AnyTech365 Andalucía Open 2021 fue un evento de tenis profesional de la categoría ATP 250 que se jugó en tierra batida. Se trató de la 1.a  y única edición del torneo que formó parte del ATP Tour 250 en 2021. Se disputó en Marbella, España del 5 al 11 de abril del 2021 en el Club de Tenis Puente Romano.

## Distribución de puntos
| Modalidad            | Campeón | Finalista | Semifinales | Cuartos de final | 2ª ronda | 1ª ronda | Clasificados | 2ª ronda de clasificación | 1ª ronda de clasificación |
| Individual masculino | 250     | 165       | 100         | 50               | 25       | 0        | 13           | 7                         | 0                         |
| Dobles masculino     | 250     | 150       | 90          | 45               | 20       | 0        | -            | -                         | -                         |

## Cabezas de serie

### Individuales masculino
| Tenista              | Ranking | Preclasificado |
| Pablo Carreño        | 15      | 1              |
| Fabio Fognini        | 17      | 2              |
| Casper Ruud          | 25      | 3              |
| Albert Ramos         | 47      | 4              |
| Alejandro Davidovich | 55      | 5              |
| Feliciano López      | 64      | 6              |
| Soon Woo Kwon        | 79      | 7              |
| Federico Delbonis    | 80      | 8              |

- Ranking del 22 de marzo de 2021.[2]

### Dobles masculino
| Tenistas                         | Ranking | Preclasificado |
| Sander Gillé Joran Vliegen       | 74      | 1              |
| Marcus Daniell Philipp Oswald    | 78      | 2              |
| Marcelo Arévalo Matwé Middelkoop | 97      | 3              |
| Luke Saville John-Patrick Smith  | 107     | 4              |

## Campeones

### Individual masculino
Pablo Carreño venció a  Jaume Munar por 6-1, 2-6, 6-4

### Dobles masculino
Ariel Behar /  Gonzalo Escobar vencieron a  Tomislav Brkić /  Nikola Čačić por 6-2, 6-4